# TSV 1860 München
O Turn- und Sportverein München von 1860, comumente conhecido como TSV 1860 München, e em países lusófonos como 1860 de Munique, é um clube desportivo alemão sediado em Munique. O time de futebol do clube disputa atualmente a 3. Fußball-Liga, a terceira divisão do sistema de ligas da Alemanha. 
O 1860 de Munique foi um dos membros fundadores da Bundesliga em 1963, tornando-se campeão da Alemanha Ocidental em 1966, o primeiro clube da Baviera campeão na Era Bundesliga, e jogou um total de 20 temporadas na primeira divisão. Desde o seu rebaixamento para a 2. Bundesliga, o 1860 de Munique joga seus jogos com mando de campo no Grünwalder Stadion, para 15.000 espectadores.

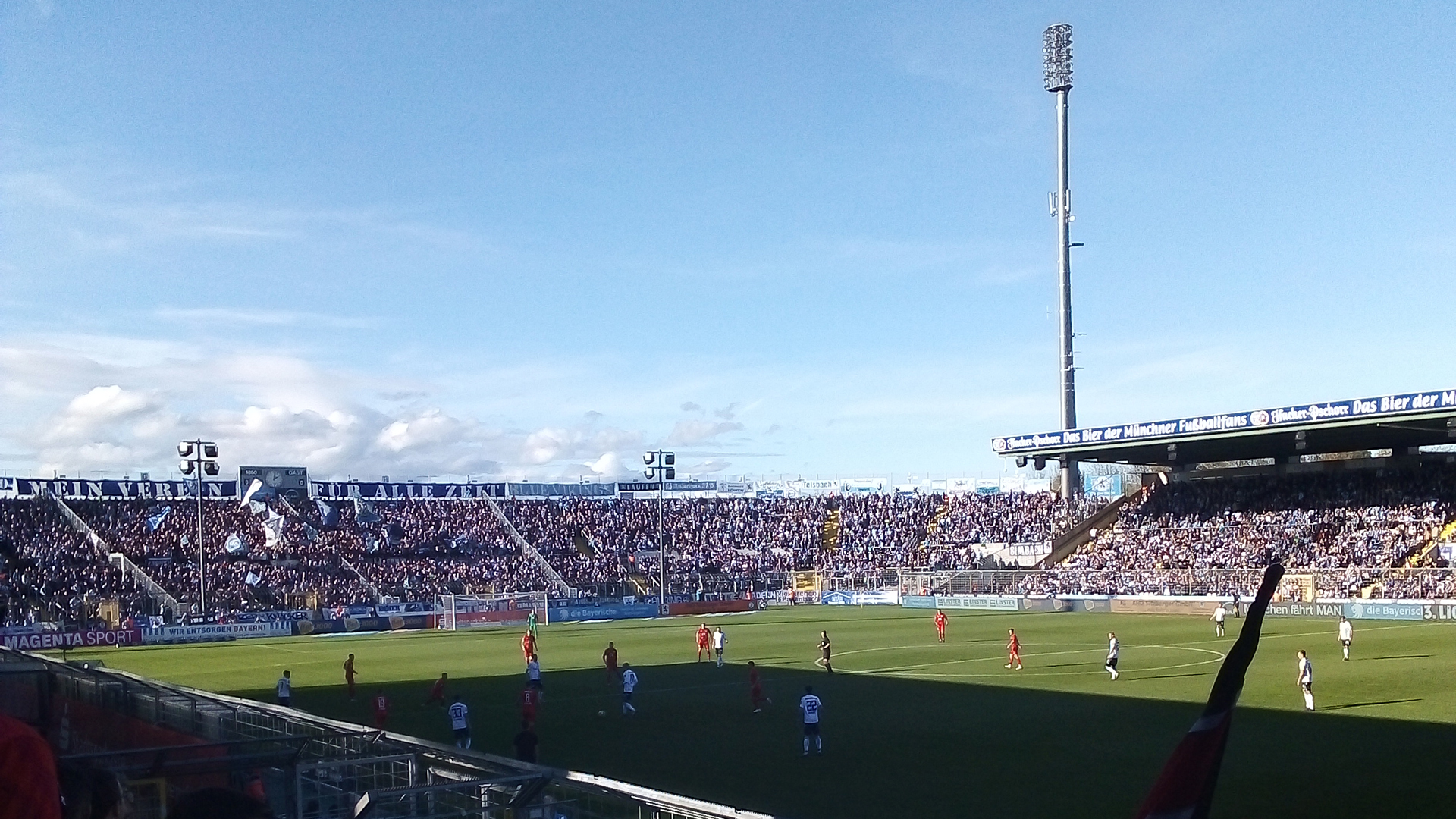
Jogo do TSV 1860 München no Grünwalder Stadion.

Seus torcedores chamam o clube simplesmente como Sechzig ("Sessenta", em alemão) ou Die Löwen ("Os Leões"). Um deles chegou a ser, curiosamente, o jovem Franz Beckenbauer, criado na região do 1860 mas que na adolescência teria se desencantando com os celestes após, em torneio infantil onde os enfrentou por outro clube, ser esbofetado por um adversário. Beckenbauer adiante preferiu integrar-se ao rival Bayern de Munique, que na época vivia momento pior, sendo inclusive, por dois pontos, o vice campeão do 1860 no ano de 1966.
A rivalidade com o Bayern e o patamar dos dois times permaneceram equilibrados até o início da década de 1970, quando, liderado exatamente por Beckenbauer, o clube rival elevou-se intensamente e o 1860 de Munique decaiu. Apesar disso, as rixas entre as torcidas continuaram fortes, e os Löwen, em cenário tão desfavorável, resistem fortemente em toda Baviera, onde possuem a segunda maior torcida da região.

## História
É uma das associações esportivas mais antigas da Alemanha. O Turn und Sport Verein nasce em 17 de maio de 1860 com seções de ginástica e atletismo. O departamento de futebol foi fundado em 25 de abril de 1899, antes do surgimento do Bayern de Munique, hoje a equipe bávara mais conhecida. A primeira partida de futebol do TSV deu-se em 27 de julho de 1902, na derrota por 4 a 2 para o 1.Münchner Fussball-Club 1896.
As cores da agremiação são o verde e o ouro, enquanto as do futebol ficaram sendo o branco e o azul. Os "leões" de Munique endossaram alternativamente nos anos uma camisa celeste com calções brancos, ou uma camisa com listras verticais celestes e brancas, com calções brancos. Nos últimos anos foram apresentadas algumas variações no que tange ao uniforme.
O clube é um dos mais populares da Alemanha, com uma grande quantidade de torcedores, principalmente em Munique, e na Baviera, onde tem a segunda maior torcida da região, atrás apenas do seu maior rival, o Bayern, e à frente de clubes como 1.FC Nürnberg, Augsburg, Greuther Fürth e Ingolstadt.
O 1860 foi pioneiro e é um dos mais tradicionais do futebol alemão, também é uma das equipes fundadoras da atual Bundesliga. Ficou em segundo, atrás somente do Nuremberg na Oberliga Bávara, na temporada 1962-1963, constrangendo o Bayern de Munique, naquela ocasião terceiro, a não disputar todas as edições do máxImo recorde do torneio
Entre os seus títulos, o Munique 1860 possui um campeonato alemão, conquistado em 1966, dois segundos lugares, em 1931 e 1967, duas copas da Alemanha, em 1942 e 1964, uma final da Recopa, na temporada 1964-1965, na qual foi derrotado pelo West Ham United por 1 a 0, algumas participações na Taça UEFA e uma qualificação para o turno preliminar da UEFA Champions League, em 2000, quando foi eliminado pelo Leeds United, com uma dupla derrota. 2 a 1, em Leeds e 1 a 0, em Munique. No clube jogaram importantes atletas do calibre de Rudi Völler, Thomas Häßler, Klaus Fischer, Davor Suker, Abedi Pelé e outros conhecidos nomes do futebol mundial.

### 1942-1967: o período glorioso
Venceu o seu primeiro troféu, a Copa da Alemanha, em 1942, ao bater na final do Schalke 04 por 2 a 0. O clube viveu sortes alternadas no curso das últimas décadas. O melhor período da história ocorreu nos anos 1960. Primeiro, obtendo a segunda conquista da Copa da Alemanha, vencida em 1964. Posteriormente, o Munique 1860 ainda chegaria, em uma campanha histórica, à final da Recopa Européia, onde seria derrotado pelo icônico West Ham de Bobby Moore em Wembley. Além do épico título da Bundesliga, conquistado em 1966, obtido matematicamente na última rodada após um empate em casa, de 1 a 1, contra o Hamburgo. Na temporada seguinte, em 1967, os Leões terminariam na segunda colocação do Campeonato Alemão, passando perto de conquistar o bicampeonato.
No ano sucessivo, o 1860 participou da UEFA Champions League, na qual foi eliminado na segunda fase pelo histórico Real Madrid de Francisco Gento e companhia. A vitória de 1 a 0 obtida em casa não bastou. No jogo de volta, a equipe espanhola venceu por 3 a 1.
À esta altura, os leões de Munique se notabilizaram como um dos clubes mais fortes e representativos da Alemanha, inclusive, para muitos, estando em um patamar acima do seu grande rival, o FC Bayern.

### 1967-1994: falência e ressurgimento
Entre o fim da década de 60 e o começo da década de 70, a equipe sofrera uma das mais complicadas fases de sua história, sendo rebaixada e com problemas nas finanças.
Na temporada 1981/1982 os leões não obtiveram a licença da DFB por graves problemas financeiros e acabaram rebaixados para as ligas regionais da Baviera.
Ao se reorganizarem, os leões voltavam para a Bundesliga em 1993/1994 após 13 temporadas de ausência sob o comando do folclórico Werner Lorant.

### 1994-2004: a volta à Bundesliga
No retorno à elite do futebol alemão, alternou bons e maus momentos, incluindo participações na Taça Intertoto, Taça UEFA e UEFA Champions Lague.
Neste período contou com nomes do calibre de Thomas Hassler, Martin Max, Davor Suker, Abedi Pelé e os brasileiros Fernando e Rodrigo Costa.
Na primeira temporada de volta à Bundesliga, em 1994-1995, o 1860 terminaria em décimo quarto lugar, duas posições acima da zona de rebaixamento, confirmando sua permanência na elite do futebol alemão. Nesta temporada, também reencontrou o Bayern de Munique, onde voltariam a fazer o derby de Munique, e sofreu duas derrotas por 1 a 0 e 3 a 1.
Na temporada 1995-1996 faz campanha sólida e termina na honrosa oitava colocação.
Na época seguinte, em 1996-1997 faz uma temporada histórica e termina na sétima posição, se classificando para a Taça da UEFA, com grande destaque para Bernhard Winkler que marcara 17 gols naquela edição.
Em 1997-1998 e 1998-1999 os Leões fizeram campanhas de meio de tabela, se consolidando de volta na elite do futebol alemão.
Na temporada 1999-2000, sob o comando de Martin Max, artilheiro da Bundesliga naquela edição, o 1860 surpreendeu toda a Alemanha e garantiu vaga nas fases preliminares da UEFA Champions League, quando terminou na quarta posição com 53 pontos. Os acontecimentos mais marcantes da trajetória foram as duas vitórias sobre o seu arquirrival, o FC Bayern München - que era franco favorito e terminaria campeão - por 1 a 0 e 2 a 1, após 22 anos sem derrotar os vermelhos.
Na temporada seguinte, volta à Liga dos Campeões, mas fica no caminho na última fase preliminar antes da fase de grupos, após ser derrotado nos dois jogos pelo Leeds United. Na Bundesliga, faz uma campanha mediana e termina na décima primeira colocação, ganhando uma vaga na Taça Intertoto da UEFA como prêmio de consolo.
Em 2001-2002 e 2002-2003, continua fazendo campanhas sólidas e terminando em posições medianas na tabela, com destaque para mais uma artilharia de Martin Max e o surgimento da super-promessa Benjamin Lauth.
Na temporada 2003-2004, as coisas desandam e o clube perde o fôlego, terminando rebaixada na penúltima colocação, quatro pontos atrás do Kaiserslautern, primeira equipa fora da zona de descenso.
Após uma década transcorrendo uma década na Bundesliga, entre 1994 e 2004, foi novamente foi rebaixado à segunda divisão.

### 2004-2017: ostracismo na 2.Bundesliga
Na temporada 2004-2005, na 2.Bundesliga, voltou a jogar no seu estádio histórico, o Grünwalder Stadion, com grande alegria dos torcedores. Parecia ser o ano do renascimento, mas um descuido no fim da temporada deu o terceiro lugar, e portanto a promoção, ao Eintracht Frankfurt.
O clube viveu nestes anos um momento particularmente difícil na sua história. Em maio de 2006, além de ficar no décimo-terceiro lugar, a agremiação evitou a falência, por conta de investimentos pouco vantajosos e pela construção onerosa do Allianz Arena, estádio que dividia com o Bayern de Munique, mas muito custoso para um clube não milita na máxima série. Todavia, um ótimo setor juvenil, triunfou na categoria sub-17, no campeonato nacional, temporada 2005-2006  o qual criou uma ótima base para o clube.
Na temporada 2006-2007 os leões de Munique disputaram um campeonato razoável, alcançando o oitavo lugar. Essa foi também a temporada de retorno de Daniel Bierofka, cujo pai havia jogado também no Munique 1860 nos anos 70.
Em 2007-2008, era a mais jovem, em média, da segunda divisão alemã, mas uma das mais talentosas. Após uma ótima primeira fase de temporada, coroada por resultados de bom nível, foi literalmente atropelada no segundo turno, conquistando de maneira matemática a permanência na segunda divisão apenas na penúltima rodada, no empate em casa em 1 a 1 frente ao VfL Osnabrück.
Na temporada 2008-2009 a equipe presencia o retorno de Benjamin Lauth, jovem atacante amado pelos torcedores, cedido depois do rebaixamento de 2004. O clube parte com três derrotas consecutivas para depois achar uma certa estabilidade no decorrer da metade da temporada. Todavia, nesse ano, lutou pela permanência na segunda divisão, conquistada virtualmente apenas na penúltima rodada, após empate em 1 a 1 com o Alemannia Aquisgrana. A última vitória no campeonato, naquela temporada, ocorre na vigésima-terceira rodada. Um 3 a 2 contra o FC Ingolstadt 04.
Na temporada sucessiva, o time mudou vários jogadores com o intuito de voltar à máxima série. As coisas, porém não ocorreram como o esperado. Após um começo permeado de altos e baixos, concluiu o campeonato no oitavo lugar. Nessa temporada festejou os 150 anos de história. Na vigésima-quinta rodada, na partida em casa, à qual venceu por 2 a 1 o FC Saint Pauli, o time usou uma camisa com listras verticais verde/ouro, as cores originais da agremiação. Os problemas financeiros que assolavam há anos a equipe, porém, se agravaram. O débito chegou a 10 milhões de euros.
Na temporada 2010-2011, os leões iniciaram bem, mas deslizaram na metade da classificação entre novembro e dezembro. No fim de 2010 a sociedade chegou quase à falência, mas graças a novos financiamentos e a um plano de saneamento, obteve a permissão para jogar o segundo turno. Os riscos, seja como for, estão sempre presentes. No fim da temporada, o 1860 alcançou o nono lugar.
Para resolver os problemas financeiros, por volta da metade do segundo turno, Dieter Schneider assume a presidência no lugar de Rainer Beeck. O clube pede auxílio ao Bayern, mas não consegue êxito. A solução advém através de um milionário jordaniano, Hasan Abdullah Ismaik, que compra 49% do capital do clube da Baviera. Pela lei alemã, 51% das ações dos times devem ficar em propriedade dos próprios clubes. Muitos torcedores, porém, manifestaram desapontamento por conta do fato, preferindo que o time partisse para a disputa de certames regionais do que se submeterem ao jogo de um desconhecido do qual não se sabia nada.
O objetivo da sociedade nessa temporada é a estabilidade financeira e não ainda a promoção, pois por vários problemas de balanço, mas não são feitas aquisições relevantes durante o verão.
Últimas Temporadas
Na temporada 14/15 da 2.Bundesliga, a equipe passa por diversas dificuldades e termina o campeonato na décima sexta colocação, consequentemente, jogando os playoffs de rebaixamento contra o Holsten Kiel, terceiro colocado da 3.Liga. Após um empate sem gols na primeira primeira partida em Kiel, a segunda e decisiva partida seria disputada na Allianz Arena, diante de 60 mil espectadores. O jogo seguiria empatdo em 1 a 1, resultado que rebaixava Os Leões e que dava a vaga na 2.Bundesliga ao Kiel pela regra do gol marcado fora de casa, quando aos 92 minutos, Kai Bülow, em um gol salvador, desempatou a partida e salvou o 1860 do rebaixamento.
Na temporada 15/16, o Munique novamente passa por dificuldades e, após flertar com o rebaixamento durante todo o campeonato, se salva nas últimas rodadas terminando na modesta décima quinta posição.
A temporada 16/17 chegou e a esperança do clube era conquistar o acesso após investir muito alto em nomes como Stefan Aigner, Ivica Olic, Sebastian Boenisch, Ribamar, Jan Zimmermann, Victor Andrade e Karim Matmour, além do técnico Kosta Runjaic. No entanto, a primeira metade da temporada é um fracasso e a equipe termina na décima quarta posição. Descontente com o desempenho, o clube demite Runjaic e contrata o renomado treinador português Vitor Pereira além de Amilton e Lumor do Portimonense, Abdoulaye Ba do FC Porto e Christian Gytkjaer do Rosenborg. Com essas peças, a equipe consegue uma melhora e flerta com um fim de temporada tranquilo, mas por um descuido no fim da 2.Liga, acaba entrando nas zonas de playoffs de rebaixamento.
Nos playoffs, a equipe enfrenta o também bávaro Jahn Regensburg, terceiro colocado na 3.Liga. Após um empate por 1 a 1 em Regensburg, 62 mil torcedores lotaram a Allianz Arena, o que não foi o suficiente para evitar a desatrosa derrota por 2 a 0, selando assim, o rebaixamento dos leões.

### 2017: nova perda de licença e volta às disputas regionais
Em 2017-18 os leões jogariam a terceira divisão alemã, depois de terem sido rebaixados da 2.Bundesliga, mas após uma recusa do investidor Hasan Ismaik em arcar com os custos necessários para obter a licença da DFL e disputar a 3.Liga, o clube foi rebaixado para a quarta divisão.
Em 2018-19, o clube se viu obrigado a disputar a Regionalliga Bayern, competição semi-amadora e uma das divisões regionais que formam a quarta divisão do futebol alemão. O clube voltou a mandar jogos no seu historico estadio Grünwalder Stadion apos deixarem a Allianz Arena. Apostando nos jovens da base e em jogadores experientes e identificados com o clube, como Jan Mauersberger, Timo Gebhart e Sascha Mölders, os leões conquistaram o titulo da competição e o acesso para a 3.Liga ao vencerem os playoffs contra o 1.FC Saarbrücken, consolidando a volta ao futebol alemão profissional.
O TSV foi um dos clubes fundadores da Bundesliga em 1963 e jogou um total de 19 temporadas na liga principal, desde então.

## Principais títulos
| NACIONAIS | NACIONAIS         | NACIONAIS | NACIONAIS         |
|           | Competição        | Títulos   | Temporadas        |
| --------- | ----------------- | --------- | ----------------- |
|           | Campeonato Alemão | 1         | 1965-66           |
|           | Copa da Alemanha  | 2         | 1941-42 e 1963-64 |
|           | 2. Bundesliga     | 1         | 1993-94           |

Outros títulos

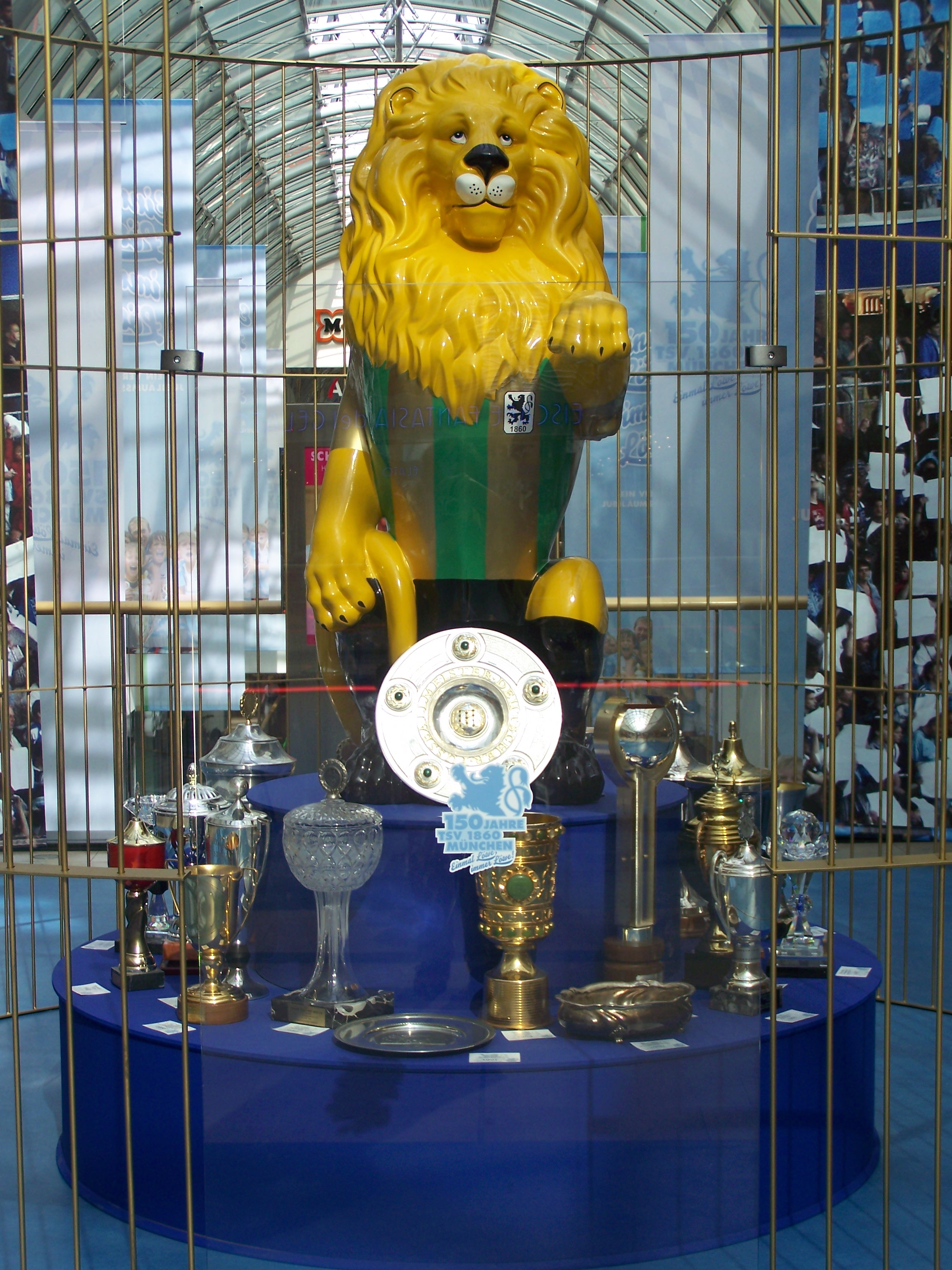
Principais troféus.

- Campeão do Sul da Alemanha : 1963, 1979
- Regionalliga Bayern: 1941, 1984 , 1991 , 1993 , 1997 (amador), 2004 (segunda equipe), 2013 (segunda equipe), 2018

Participações de destaque
- Vice-Campeonato Alemão: 2 vezes (1931 e 1937).
- Vice-Campeonato da Recopa Europeia: 1964-65.

## Rivalidades

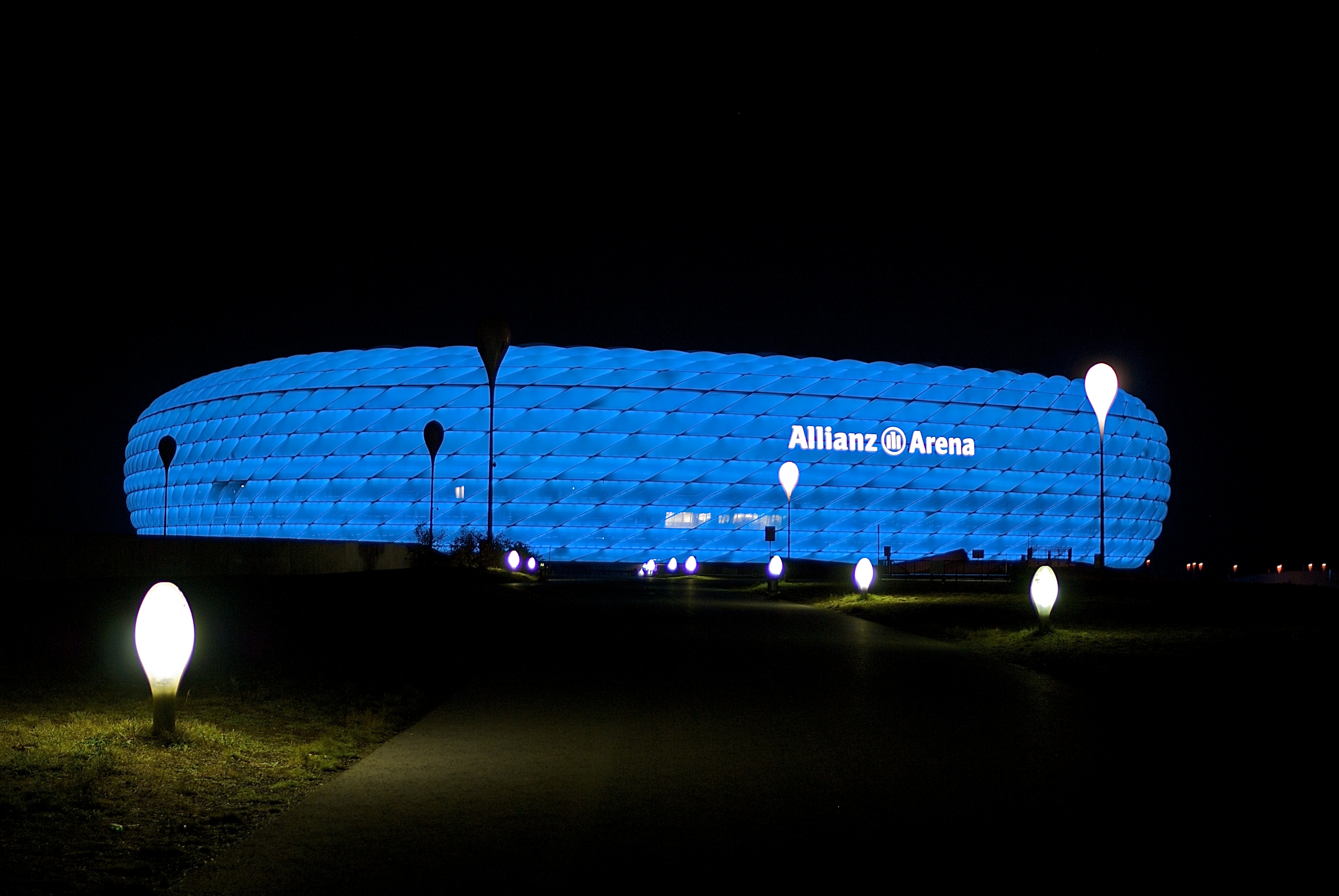
Allianz Arena iluminada em azul.

O clube possui uma grande rivalidade com o FC Bayern, clube com quem faz o tradicional Derby de Munique. Apesar da disparidade entre as equipes atualmente, até o começo da década de 70 ambas estavam num patamar muito próximo, quando rivalizavam para decidir qual seria a equipe número um de Munique. O confronto também é marcado pelo ódio entre as torcidas, que apesar de pouco se encontrarem, ainda se mantém muito vivo. A rivalidade também é vivida em jogos das equipes sub-23 na Regionalliga Bayern, divisão regional equivalente à quarta divisão do futebol alemão. Os jogos são disputados no histórico Grünwalder Stadion e costumam receber ótimos públicos.
Outro tradicional rival dos leões é o 1.FC Nürnberg, também da Baviera. Ao longo da história as equipes protagonizaram grandes partidas entre a primeira e segunda divisão da Bundesliga. No entanto, as torcidas não se odeiam, protagonizando cenas amistosas, ambas admirando a grandeza dos adversários e celebrando a rivalidade em comum com o Bayern de Munique.
Outras agremiações rivalizam com o "Sessenta" por também serem da Baviera, são elas: Greuther Fürth, Augsburg e Ingolstadt.

## Temporadas recentes

### TSV 1860 München
| Ano       | Divisão                 | Posição      |
| 1999–2000 | Fussball-Bundesliga (I) | 4°           |
| 2000–01   | Fussball-Bundesliga     | 11°          |
| 2001–02   | Fussball-Bundesliga     | 9°           |
| 2002–03   | Fussball-Bundesliga     | 10°          |
| 2003–04   | Fussball-Bundesliga     | 17° ↓        |
| 2004–05   | 2. Bundesliga (II)      | 4°           |
| 2005–06   | 2. Bundesliga           | 13°          |
| 2006–07   | 2. Bundesliga           | 8°           |
| 2007–08   | 2. Bundesliga           | 11°          |
| 2008–09   | 2. Bundesliga           | 13°          |
| 2009–10   | 2. Bundesliga           | 8°           |
| 2010–11   | 2. Bundesliga           | 9°           |
| 2011–12   | 2. Bundesliga           | 6°           |
| 2014–15   | 2.Bundesliga            | 16°          |
| 2015–16   | 2.Bundesliga            | 15°          |
| 2016–17   | 2.Bundesliga            | 16º          |
| 2017–18   | Regionalliga Bayern     | 1°           |
| 2018–19   | 3ª Liga (III)           | 12º          |
| 2019–20   | 3ª Liga (III)           | 8º           |
| 2020–21   | 3ª Liga (III)           | 4º           |
| 2021–22   | 3ª Liga (III)           | 4º           |
| 2022–23   | 3ª Liga (III)           | 8°           |
| 2023-24   | 3ª Liga (III)           | Em andamento |

TSV 1860 München II
| Ano       | Divisão                | Posição |
| 1999–2000 | Regionalliga Süd (III) | 7°      |
| 2000–01   | Regionalliga Süd       | 16° ↓   |
| 2001–02   | Oberliga Bayern (IV)   | 2°      |
| 2002–03   | Oberliga Bayern        | 2°      |
| 2003–04   | Oberliga Bayern        | 1° ↑    |
| 2004–05   | Regionalliga Süd (III) | 15°     |
| 2005–06   | Regionalliga Süd       | 15°     |
| 2006–07   | Regionalliga Süd       | 13°     |
| 2007–08   | Regionalliga Süd       | 13°     |
| 2008–09   | Regionalliga Süd (IV)  | 6°      |
| 2016–17   | Regionalliga Bayern    | 18º ↓   |

### Médias de público
- Médias de público recentes do clube:[2][3]

| Ano       | Divisão                | Posição | Média (mando de campo) |
| 1999–2000 | Fußball-Bundesliga (I) | 4º      | 27 282                 |
| 2000–01   | Fußball-Bundesliga     | 11º     | 25 276                 |
| 2001–02   | Fußball-Bundesliga     | 9º      | 26 024                 |
| 2002–03   | Fußball-Bundesliga     | 10º     | 26 518                 |
| 2003–04   | Fußball-Bundesliga     | 17º ↓   | 28 331                 |
| 2004–05   | 2nd Bundesliga (II)    | 4º      | 20 140                 |
| 2005–06   | 2nd Bundesliga         | 13º     | 41 720                 |
| 2006–07   | 2nd Bundesliga         | 8º      | 35 688                 |
| 2007–08   | 2nd Bundesliga         | 11º     | 35 071                 |
| 2008–09   | 2nd Bundesliga         | 12º     | 28 135                 |
| 2009–10   | 2nd Bundesliga         | 8º      | 22 515                 |
| 2010–11   | 2nd Bundesliga         | 9º      | 19 768                 |
| 2011–12   | 2nd Bundesliga         | 6º      | 22 898                 |
| 2012–13   | 2nd Bundesliga         | 6º      | 22 682                 |
| 2013–14   | 2nd Bundesliga         | 7º      | 19 312                 |
| 2015-16   | 2nd Bundesliga         | 15º     | 22 123                 |
| 2016-17   | 2nd Bundesliga         | 16º     | 25 900                 |

## Elenco
Atualizado dia 15 de junho de 2021.
Legenda
- : Capitão
- : Jogador suspenso
- : Jogador lesionado

## Jogadores notáveis
| - Lars Bender - Sven Bender - Manfred Bender - Gregg Berhalter - Horst Blankenburg - Rudi Brunnenmeier - Antonio Di Salvo - Holger Fach - Klaus Fischer - Berkant Göktan - Andreas Görlitz - Thomas Häßler - Horst Heldt - Bernd Hobsch - José Holebas - Udo Horsmann - Jens Jeremies | - Fabian Johnson - Benjamin Lauth - Martin Max - Savio Nsereko - Pascal Ojigwe - Stephan Paßlack - Steve Purdy - Kevin Volland - Rudi Völler - Ernest Wilimowski - Besnik Hasi - Paul Agostino - Ned Zelić - Harald Cerny - Peter Pacult - Martin Stranzl - Daniel Borimirov | - Hristo Yovov - Davor Šuker - Martin Čížek - Roman Týce - Tomáš Votava - Awudu Issaka - Abedi Pelé - Yuya Osako - Gerald Vanenburg - Erik Mykland - Vidar Riseth - Piotr Nowak - Łukasz Szukała - Viorel Năstase - Furkan Özçal - Petar Radenković - Slobodan Komljenović - Miroslav Stević - Lucas Ribamar |  |

## Técnicos que comandaram o clube
| - Fred Spiksley (1912–14) - Max Merkel (1963–66) - Hans-Wolfgang Weber (1966–67) - Gunter Baumann (1967) - Albert Sing (1967–68) - Hans Pilz (1968–69) - Fritz Langner (1969) - Franz Binder (1969–70) - Hans Tilkowski (1970–72) - Elek Schwartz (1972–73) - Rudi Gutendorf (1973–74) - Max Merkel (1974–75) - Heinz Lucas (1975–78) - Eckhard Krautzun (1978–79) - Alfred Baumann (1979) - Carl-Heinz Rühl (1979–81) - Wenzel Halama (1981–82) - Willibert Kremer (1982) - Kurt Schwarzhuber (1982) | - Erich Beer (1983) - Bernd Patzke (1983–84) - Octavian Popescu (1984) - Erich Beer (1984) - Wenzel Halama (1984–86) - Dieter Kurz (1986) - Fahrudin Jusufi (1986–87) - Thomas Zander (1987) - Uwe Klimaschewski (1987–88) - Willi Bierofka (1988–90) - Karsten Wettberg (1990–92) - Werner Lorant (1992–01) - Peter Pacult (2001–03) - Falko Götz (2003–04) - Gerald Vanenburg (2004) - Rudolf Bommer (2004) - Reiner Maurer (2004–06) - Bernhard Trares (2006) - Walter Schachner (2006–07) | - Marco Kurz (2007–09) - Uwe Wolf (2009) - Ewald Lienen (2009–10) - Reiner Maurer (2010–12) - Alexander Schmidt (2012–13) - Friedhelm Funkel (2013–14) - Markus von Ahlen (2014) - Ricardo Moniz (2014) - Markus von Ahlen (2014–15) - Torsten Fröhling (2015) - Benno Möhlmann (2015–16) - Daniel Bierofka (2016) - Kosta Runjaić (2016) - Daniel Bierofka (2016) - Vítor Pereira (2017) - Daniel Bierofka (2017–2019) - Oliver Beer (2019) - Michael Köllner (2019–2023) - Günther Gorenzel (2023) - Maurizio Jacobacci (2023–) |

## Uniformes

### 1º Uniforme
|  |  |  |  |  |  |  |  |  |  |  |  |  |  |  |  |  |  |  |  |  |  |  |  |  |  | 2019–2020 | 2018–2019 | 2017–2018 | 2016–2017 | 2015–2016 |

### 2º Uniforme
| 2020–2021 | 2019–2020 | 2018–2019 | 2017–2018 | 2016–2017 | 2015–2016 |

### 3º Uniforme
| 2020–2021 | 2019–2020 | 2018–2019 |  |  |  |  |  |  |  |  |  |  |  |  |  |  |  |  |  |  |  |  |  |  |  |  |  |  | 2016–2017 | 2015–2016 |

### Oktoberfest
|  |  |  |  |  |  |  |  |  |  |  |  |  |  |  |  |  |  |  |  |  |  |  |  |  |  | 2019–2020 | 2018–2019 | 2017–2018 | 2016–2017 | 2015–2016 |

### Outros
| 2017–2018 | 2016–2017 |